# Junta de Investigación de Accidentes de Aviación Civil
La Junta de Investigación de Accidentes de Aviación Civil (JIAAC) était l'autorité argentine d'enquête sur les accidents et les incidents aériennes. La JIAAC son siège était à Buenos Aires.
Sa mission était de déterminer les causes des accidents et incidents survenus dans le domaine de l'aviation civile, afin de recommander ensuite des actions efficaces visant à éviter la survenance d'événements aériens à l'avenir, l'agence s'est efforcée de promouvoir la sécurité opérationnelle dans l'ensemble du domaine de l'aviation civile, nationale et internationale. Il avait quatre régions administratives. Le conseil a été remplacé par le Junta de Seguridad en el Transporte (JST) ("Conseil de la sécurité des transports") en 2019, comme stipulé par la loi 27 514.
La nouvelle JST élargit ses études et recherches à tous les modes de transport. Il enquête sur les accidents et incidents aéronautiques ainsi que sur les accidents ferroviaires, automobiles, maritimes, fluviaux et lacustres, ainsi que sur les accidents d'interface multimodale.
Pamela Suárez était la dernière présidente de la JIAAC.